# زينوساغا
زينوساغا (بالإنجليزية: Xenosaga)‏ (باليابانية: ゼノサーガ) (ينطق ياباني:Zenosāga), هي إحدى فروع سلاسل ألعاب الفيديو اليابانية زينو, صدرت للجزء الأول من السلسلة تحت عنوان زينوساغا إيبيسود 1 بتاريخ 28 فبراير 2002, وصدرت الجزء الثالث والأخير تحت عنوان زينوساغا إيبيسود 3 بتاريخ 6 يوليو 2006.